# Apple A10
Apple A10 Fusion je 64bitový systém na čipu (SoC), založený na architektuře ARM, navržený americkou společností Apple. Byl představen 7. září 2016 jako součást iPhonu 7 a 7 Plus, ale byl osazen také do šesté generace a sedmé generace iPadu a sedmé generace iPodu Touch. Apple uvádí, že má o 40 % vyšší výkon procesoru a o 50 % vyšší výkon grafického procesoru ve srovnání se svým předchůdcem Apple A9. Systém na čipu Apple T2 je založen na tomto čipsetu.

## Specifikace
Systém na čipu Apple A10 je vyroben 16nm FinFET výrobním procesem tchajwanskou společností TSMC, přičemž obsahuje 3,28 miliardy tranzistorů na celkové ploše o velikosti 125 milimetrů čtverečních. A10 je vyráběn v novějším obalu „InFO“ od TSMC, který snížil celkovou výšku. Uvnitř A10 se nachází vedle CPU a GPU i čtyři čipy operační paměti LPDDR4 s 2 GB v iPhonu 7, iPadu 6. generace a iPodu Touch 7. generace a 3 GB v iPhonu 7 Plus a iPadu 7. generace.

### CPU
A10 Fusion má 64bitový ARMv8-A procesor navržený společností Apple. Jedná se o čtyřjádrový procesor, který obsahuje dvě vysoce-výkonnostní jádra „Hurricane“, každé s velikostí 4,18 mm2, fungující na maximální frekvenci 2,34 GHz a dvě energeticky-efektivní jádra „Zephyr“ s velikostí 0,78 mm2, s maximální frekvencí 1,05 GHz. Apple A10 však může mít současně aktivní pouze jeden typ jádra, a to buď vysoce-výkonnostní nebo energeticky-efektivní, ne obě najednou. Nový regulátor výkonu rozhoduje v reálném čase, právě která dvojice jader by měla provádět danou úlohu, aby se optimalizoval výkon a výdrž baterie. A10 Fusion má L1 cache 64 kB pro data a 64 kB pro instrukční sasdu, 3MB L2 cache sdílenou všemi jádry a 4MB L3 cache, která obsluhuje celý SoC.

### GPU
Apple A10 má integrovaný 6jádrový grafický procesor pracující na 0,9 GHz, přičemž je o 50 % rychlejší, ale o 66 % energeticky-efektivnější než jeho předchůdce Apple A9. Další analýza také ukázala, že Apple ponechal v A10 GT7600 používaný v Apple A9, ale nahradil části grafického procesoru založené na PowerVR svými vlastními. V A10 Fusion je také zabudován pohybový koprocesor M10 a nový obrazový procesor, který má údajně dvojnásobně větší propustnost.

### Další funkce
A10 má kódovací kodeky pro HEIF a HEVC a pro dekódování HEVC, H.264, MPEG-4 Part 2 a Motion JPEG. Dekódování formátů VP8 a VP9 je také podporováno, ale neoficiálně.

## Zařízení
- iPhone 7 a 7 Plus
- iPad (6. generace)
- iPad (7. generace)
- iPod Touch (7. generace)